# Зіміцька волость
Зіміцька волость — історична адміністративно-територіальна одиниця Духовщинського повіту Смоленської губернії з центром у селі Зіміци.
Станом на 1885 рік складалася з 82 поселень, 25 сільських громад. Населення — 6903 особи (3399 чоловічої статі та 3504 — жіночої), 1013 дворових господарства.
|                     | Площа, десятин | У тому числі орної, дес. |
| ------------------- | -------------- | ------------------------ |
| Сільських громад    | 19394          | 6310                     |
| Приватної власності | 3185           | 353                      |
| Іншої власності     | 192            | 88                       |
| Загалом             | 22771          | 6781                     |

Найбільші поселення волості станом на 1885:
- Зіміци — колишнє власницьке село при річці Царевич, 120 осіб, 8 дворів. За 4 версти — православна церква, торжки.
- Спас-Угли — колишнє власницьке село при річці Веленя, 66 осіб, 8 дворів, православна церква.